# 愛の終りに (音つばめの曲)
「愛の終りに」（あいのおわりに）は、1981年5月に発売された音つばめの曲である。

## 曲の内容
一人の女性が恋愛中の男性に対し、心が変わっていく様子、愛がやがて終り別れる事へ怖さ、そしてやがて、別れても信じられる心を持ち続ける心があるのが幸せ、と自分に言い聞かせる内容の曲である。

## シングル収録曲
1. 愛の終りに
作詞・作曲：花岡優平 編曲：川村栄二
2. 五月雨浪恋歌
作詞・作曲：花岡優平

## カバー
- 高田みづえが1982年にカバー（後述）。
- 畑中葉子が1981年9月5日に発売されたアルバム「強行突破」にて、カバー。
- 秋元順子が2006年4月5日に発売されたアルバム「マディソン郡の恋」にて、カバー。
- 山本あきがカバー。2010年3月10日発売。

## 高田みづえのカバー・シングル

### 収録曲
1. 愛の終りに（4分10秒）
作詞・作曲：花岡優平／編曲：川村栄二
2. 蝶になりたい（4分6秒）
作詞：葉山まり／作曲：水橋春夫／編曲：萩田光雄